# KPN
コーニンクレッカ・KPN（正式名称は Koninklijke KPN N.V. または Royal KPN N.V.）は、オランダ・ロッテルダムに本拠を置く電気通信事業者。同国最大の電気通信事業者である。ユーロネクスト・アムステルダム上場企業（Euronext: KPN ）。

## 沿革
同社は以前は Koninklijke PTT Nederland と呼ばれ、その前には Staatsbedrijf der Posterijen, Telegrafie en Telefonie (国営郵政電信電話会社)または PTT と呼ばれるオランダの国営電話会社だった。TPGのスピンオフ以前は、オランダの国営郵便会社も傘下におさめていた。オランダ政府は1994年から段階的にKPNを民営化していき、2005年には国有の株式は全体の6.4%となり、2006年には全株式が売却された。
2001年、KPNはベルギーの電信会社ベルガコム（現在のプロキシマス）との合併を目指したことがある。しかしこれは、ベルギー政府がしぶったために成功しなかった。日本の携帯電話会社NTTドコモは KPN Mobile NV の株式を2%保有していた。2000年から2007年まで、KPN Mobile はiモードサービスを行っていた。KPNQwest は、KPNとアメリカのQwestが株式を半分ずつ所有する通信事業会社だった。この企業は、最先端の光通信ネットワーク技術、インターネットサービス技術、Qwestの持つ EUnet International の顧客ベースなどを集めた企業だった（インターネット・バブル崩壊と共に倒産）。2007年、KPNはジェトロニクスを買収し、全体として以前の倍の会社規模になったが、その後ジェトロニクスの不要部門を続々と放出、例えば、ジェトロニクスのオランダ国内部門 Business Application Services (BAS) をキャップジェミニに約2億5000万ユーロで売却した。2012年から2016年にかけて、ジェトロニクスの株式を売却し手放した。
2018年11月、本社をデン・ハーグからロッテルダムに移転した。
固定電話契約630万回線を有する。仮想移動体通信事業者 (MVNO) としては Simyo、Ortel Mobileのブランドで、ISPとしてはXS4ALLのブランドを運営している。また、KPN Wintelのブランド名で小売店チェーンを経営している。

## 過去の事業
KPNはオランダ以外に、ドイツ、ベルギー、スペイン、フランスで通信事業を展開していた。2010年代までにこれら国外での事業は全て売却された。
ベルギー
KPNの子会社 BASE が第3位の携帯電話会社であり、MVNO も Simyo と Ortel Mobile のブランド名で運営していた。2007年、KPNはベルギーでのTele2-Versatel joint ventureの固定電話/ブロードバンド事業を取得した。ベルギーの通信関係の小売業者 Allo Telecom も保有していた。
ドイツ
KPNの子会社 E-Plus が携帯電話市場で第3位となっていた。MVNO も BASE、Simyo、Vybemobile、Blau Mobilfunkのブランド名で運営していた。電話小売業の SMS Michel Communication も保有していた。
スペイン
Orange España の設備を使った MVNO として Simyo と Blauのブランドを運営していた。
フランス
ブイグテレコムの設備を使った MVNO として Simyoのブランドを運営していた。
その他
KPNはホールセール型国際IP電話サービス事業者であるiBasis（アメリカ）を51%所有していた。ベネルクス3国で情報通信技術 (ICT) サービスを提供し、関連する子会社として Newtel Essence、ジェトロニクス、Nozema、CSS Telecom などがあった。